# أوبيسون، كروز
أوبيسون هي بلدية في منطقة مقاطعة كروز في وسط فرنسا.

## جغرافيا
يقع أوبيسون في الجزء الجنوبي من المقاطعة (département) ، عند التقاء نهري كروز وشرب. يمر الطريق الوطني N141 عبر المدينة.

## تاريخ
اعتبرت المعتقدات المحلية سابقًا أن المجتمع قد استقر على يد البربر المهزومين في أعقاب معركة تورز في القرن الثامن،  ولكن ثبت الآن أن أوبيسون كانت موجودة على الأقل منذ فترة غالو الرومانية. معسكر القصر، داخل حدود المدينة، التي اعتبرت لفترة طويلة حصنا رومانياً، تعود في الواقع إلى أبعد من ذلك بقليل، إلى العصر الحديدي.
عُرفت المدينة باسم البوسينسيس في عام 936 وتحت اسم البوكونيس في عام 1070. ربما نشأ الاسم من اسم رجل، البوسيوس يدعي علماء آخرون أن الاسم مأخوذ من كلمة سلتيك تعني صخور. في العصور الوسطى، حكم الفيكونت البلدة. أنتجت عائلة نائب الرئيس أيضًا تروبادور يدعى جوان ديوبسون.

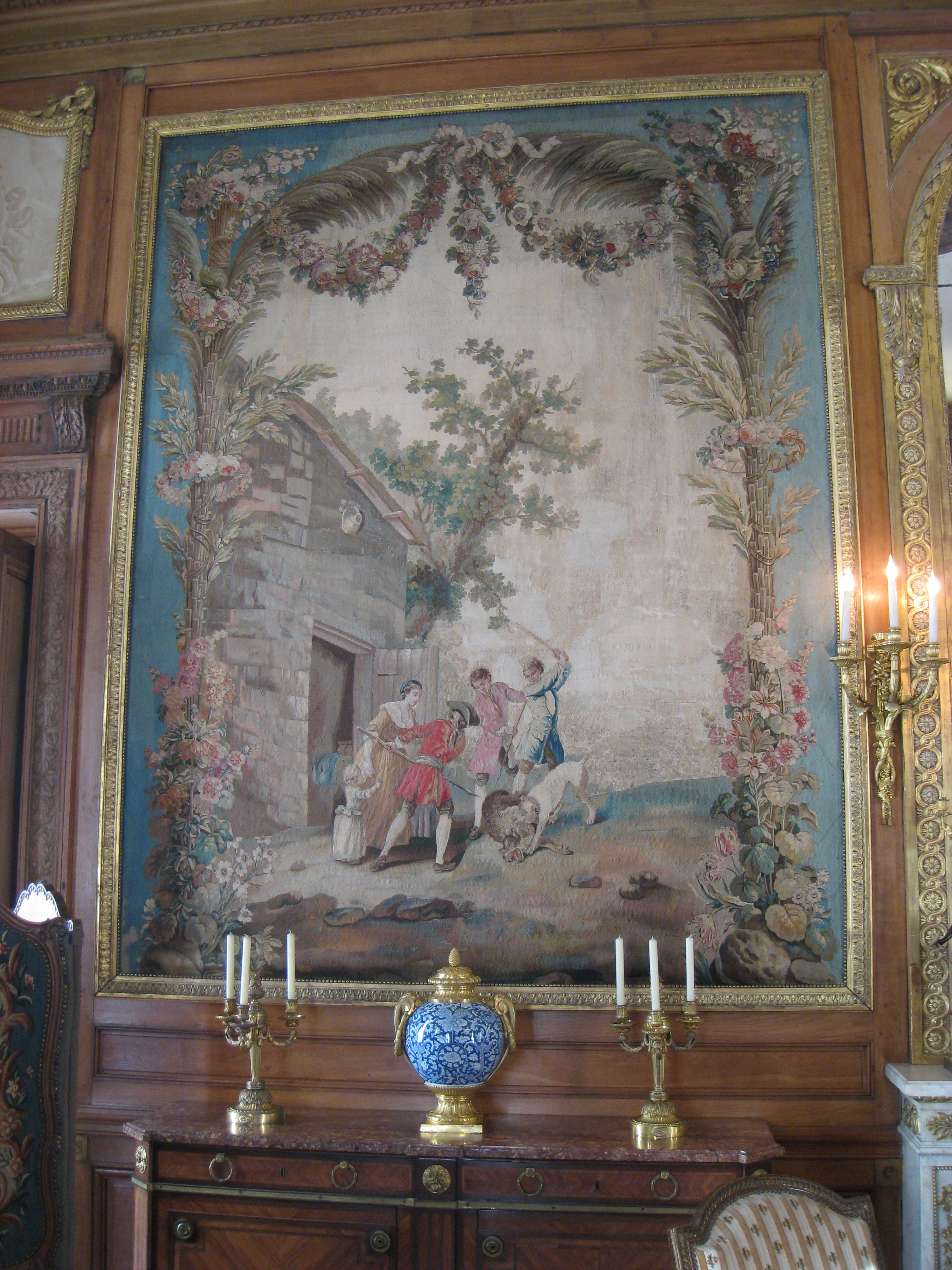
نسيج أوبيسون في متحف نسيم دي كاموندو ، باريس.

## نسيج
تشتهر أوبيسون بالمنسوجات والسجاد ، والتي اشتهرت في جميع أنحاء العالم منذ القرن الرابع عشر. ولدت أصولها مع قدوم النساجين من فلاندرز الذين لجأوا إلى أوبيسون حوالي عام 1580. توجد مجموعة شهيرة من أقمشة أوبيسون في فالون بونت دارك. لقد تم تغيير أسلوب المفروشات المنتجة عبر القرون، من مشاهد المناظر الطبيعية الخضراء إلى مشاهد الصيد. في القرن السابع عشر، مُنحت ورشتي عمل أوبيسون وفيلين مكانة «تعيين ملكي». جاء تراجع الثروات بعد الثورة الفرنسية وظهور ورق الحائط. ومع ذلك، عادت المنسوجات إلى حد ما خلال الثلاثينيات من القرن الماضي، حيث تمت دعوة فنانين مثل كوكتو ودافي ودالي وبراك وكالدر وبيكاسو إلى أوبيسون للتعبير عن أنفسهم من خلال نسيج اوبيسون الصوفي الذي لا يزال يزدهر حتى اليوم، مع الحفاظ على المجموعة من المهارات التقليدية. في عام 1983، اختار l'Atelier Raymond Picaud سلسلة شريط برهان دوغانجاي كموضوع نسيج. تم نسج نسيج المسيح في المجد الشهير بكاتدرائية كوفنتري، والذي صممه الفنان غراهام ساذرلاند، في فيليتين القريبة. تم تركيبه في عام 1962، وكان هذا أكبر نسيج رأسي في العالم حتى التسعينيات.

## مشاهد

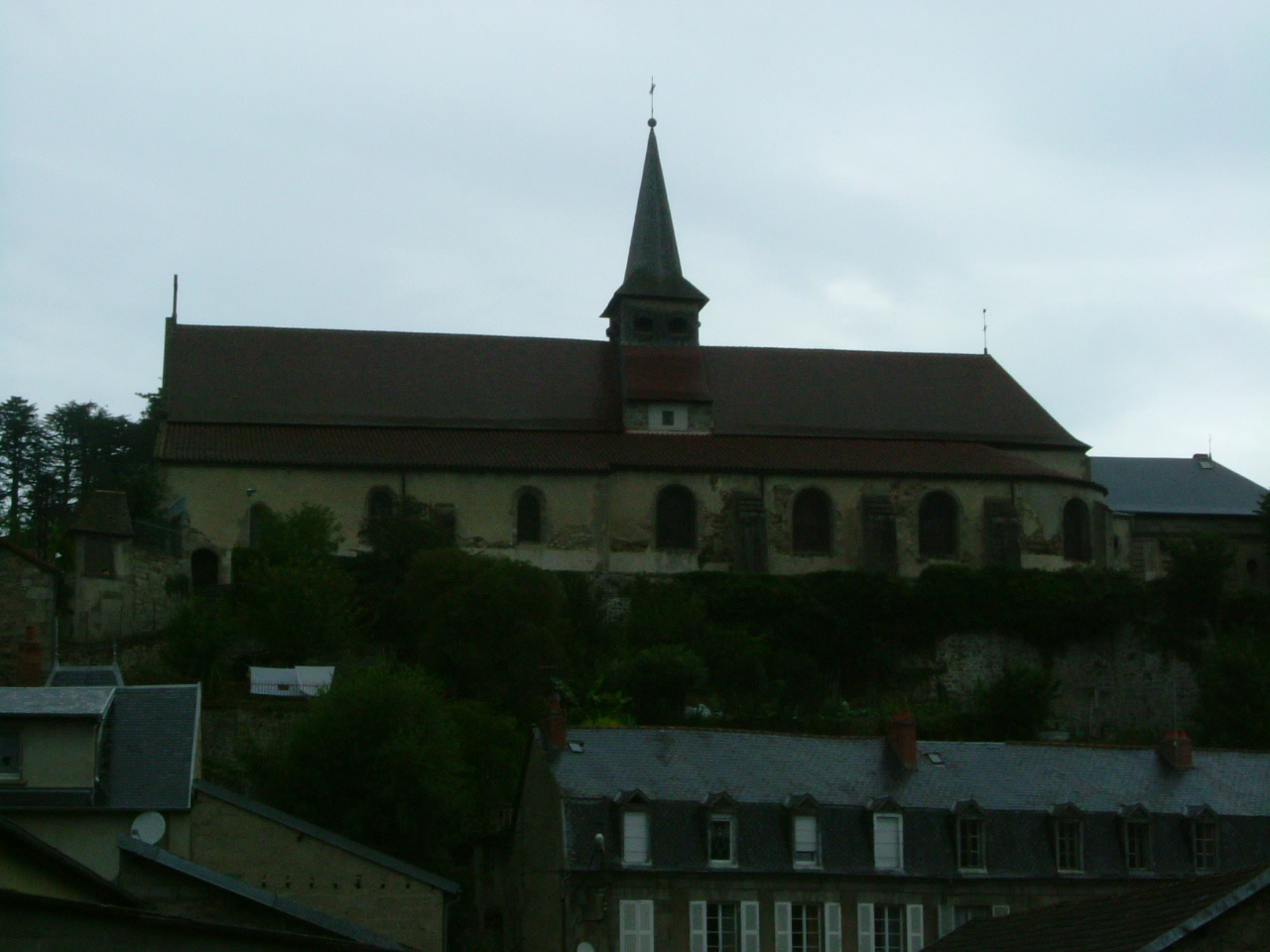
الكنيسة في أوبيسون.

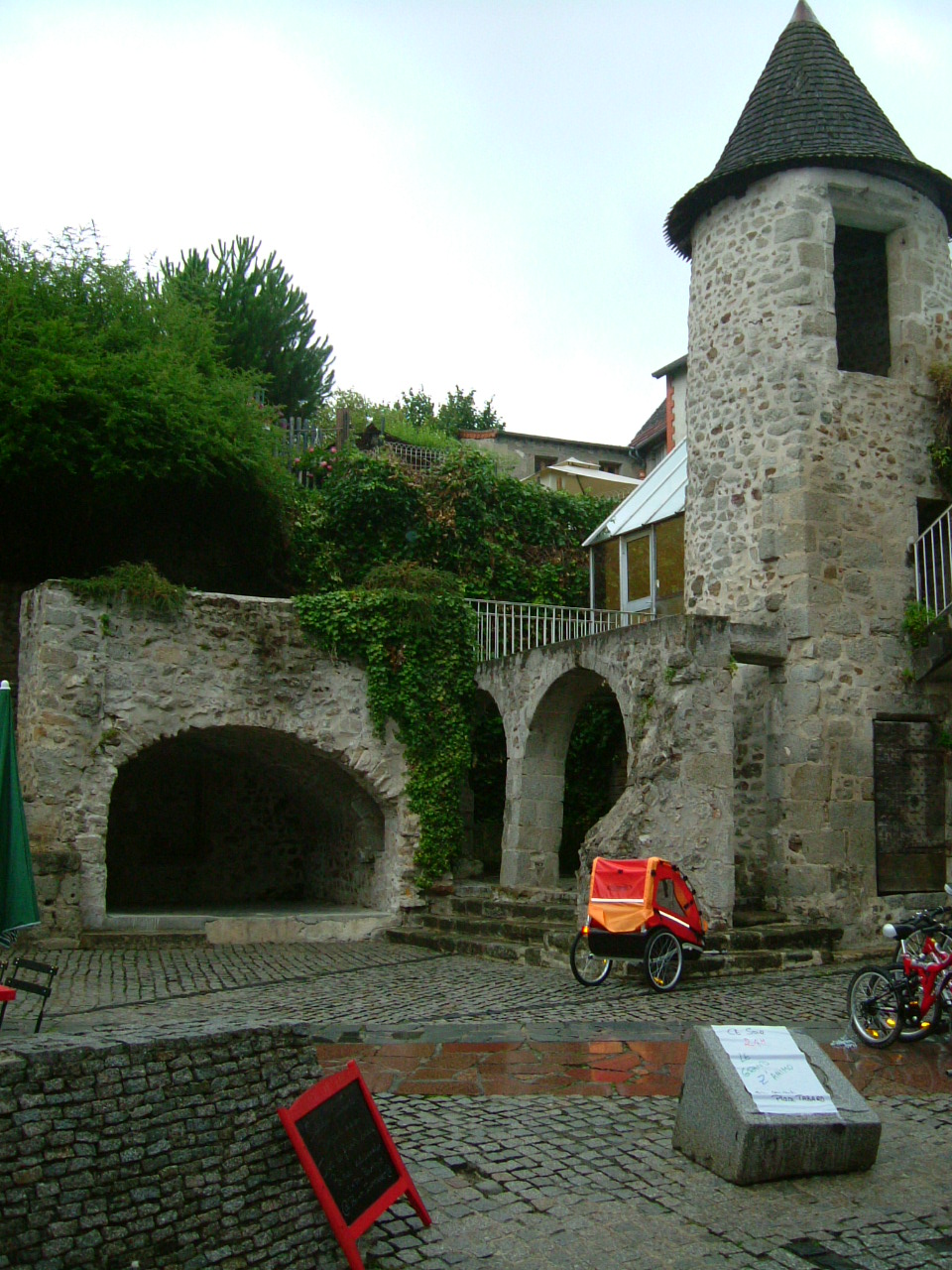
ميدان الطبر ، أوبيسون.

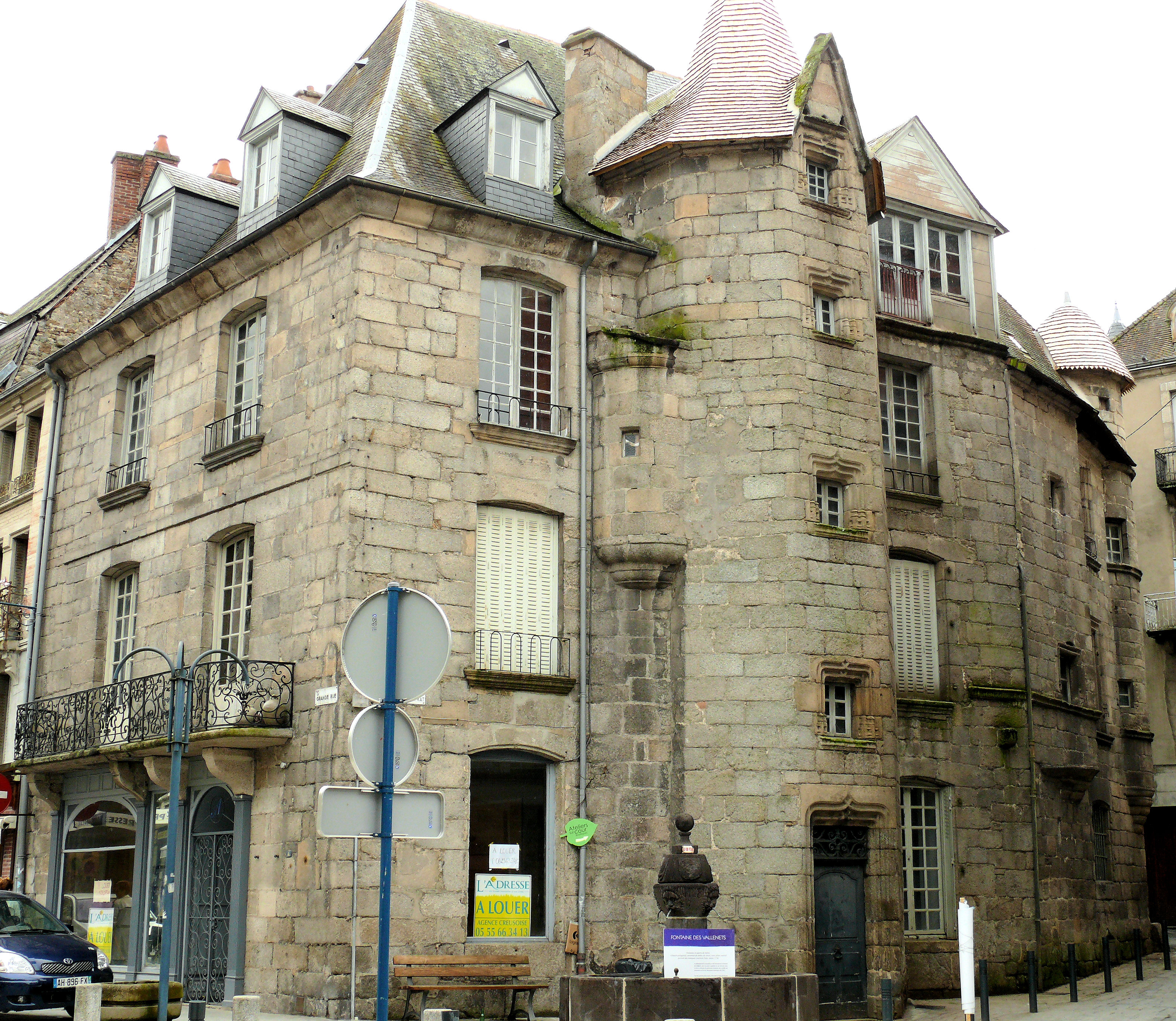
منزل فالينيت ، أوبيسون

### Musée Départemental de la Tapisserie
تم تأسيس المتحف في عام 1981، ويعرض ما يقارب من 600 عام من إنشاء وإنتاج المنسوجات. تتكون هذه المجموعة الغنية من المفروشات والسجاد من القرن السابع عشر والثامن عشر والتاسع عشر. بالإضافة إلى أعمال مجموعتها الخاصة، هناك أيضًا معارض منتظمة للمنسوجات من جميع أنحاء العالم، تعرض الأعمال حتى يومنا هذا.

### ميزون دو تابيسييه
هذا المعرض دائما يقام في منزل كريوسوا في أوبيسون. يحكي أن التصميم الداخلي تاريخي وتقاليد النسيج بالإضافة إلى إظهار أثاث تلك الفترة.

### مباني تاريخية
- برج الساعة
- البلدة القديمة (المباني القديمة)
- كنيسة سانت كروا
- أنقاض القصر (وتسمى أيضًا لو شابتر)
- بيت فالينيت

## الحكام
في فترة زمن العصور الوسطى، كان أوبيسون فيكومتي (بالفرنسية ) وهو مشابه بالانجليزي لنائب المقاطعة. وكان حكامها:
- رانولف الأول؟ -934
- روبرت أنا 934-942
- رينود الأول 942-958 (ابن رانولف الأول)
- رانولف الثاني كابريديل 958-1031
- رانولف الثالث 1031-1060
- رينو الثالث 1060-1069
- وليام الأول 1069-1106
- رينود الرابع 1106-؟
- رينو الخامس الجذام؟ -1185
- غي الأول 1185- ؟
- رينود السادس؟ -1249
- رانولف V 1249-c. 1265
- بدأ ويليام الثاني (الوريث) 1263، رب لابورن ولا فويلاد ومونتيل أو فيكومت وبوكس وبينتاريون ودامواسو (1317)، خطًا نبيلًا استمر مع ابنه رينود الثامن (1317–1353) وخلفائه.

حوالي 1263/1266 تم بيعها إلى كونت لا مارش.

## مشاهير
- جول ساندو (1811-1883)، عضو الأكاديمية الفرنسية
- أندريه جوراند (1921-2007)، ملحن وعازف أرغن

## علاقات دولية
توأمت أوبيسون مع:
- Eguisheim, France
- Assen, Netherlands[8]

## روابط خارجية
- "Site du Théâtre Jean Lurçat - Scène nationale" (بالفرنسية). Archived from the original on 2024-05-14.
- "Site du Musée de la Tapisserie" (بالفرنسية). Archived from the original on 2007-05-19. Retrieved 2007-11-14.
- "Site sur la ville aujourd'hui" (بالفرنسية). Archived from the original on 2007-10-27.
- "Site de la ville" (بالفرنسية). Archived from the original on 2012-12-05.
- "Site sur le passé de la ville" (بالفرنسية). Archived from the original on 2007-11-18.
- "Aubusson on Quid website" (بالفرنسية). Archived from the original on 2007-09-30.
- "Website of the Association Les Amis de l'Orgue d'Aubusson" (بالفرنسية). Archived from the original on 2013-04-15.